# عباس نیلفروشان
عبّاس نیلفروشان (۱ شهریور ۱۳۴۵ – ۶ مهر ۱۴۰۳) سرتیپ سپاه پاسداران انقلاب اسلامی بود که از ۱۳۹۸ تا ۱۴۰۳ به‌عنوان معاون عملیات سپاه پاسداران انقلاب اسلامی و در سال ۱۴۰۳ به عنوان فرمانده ارشد سپاه پاسداران در لبنان فعالیت می‌کرد. وی فعالیت نظامی را از سال ۱۳۵۹ در بسیج آغاز کرد، سپس به سپاه پاسداران پیوست و در طول جنگ ایران و عراق از اعضای این نهاد بود.
نیلفروشان از ۱۳۸۴ تا ۱۳۸۶ معاونت عملیات نیروی زمینی سپاه پاسداران را برعهده داشت. او در فاصله سال‌های ۱۳۸۹ تا ۱۳۹۳ به‌عنوان فرمانده دانشکده فرماندهی و ستاد سپاه پاسداران فعالیت می‌کرد و از ۱۶ تیر ۱۳۹۸ تا زمان مرگ نیز معاون عملیات سپاه پاسداران بود. در ۲۶ اکتبر ۲۰۲۲ وزارت خزانه‌داری و وزارت خارجه آمریکا در اقدامی مشترک، نیلفروشان را به دلیل سرکوب اعتراضات در ایران تحریم کردند. نیلفروشان در تاریخ ۶ مهر ۱۴۰۳ در حمله هوایی به مرکز فرماندهی حزب‌الله توسط نیروی هوایی اسرائیل، به همراه سید حسن نصرالله دبیرکل حزب الله لبنان و تعدادی از فرماندهان ارشد حزب‌الله از جمله علی کرکی کشته شد. او پس از مرگش به درجه سرلشکر پاسدار ترفیع داده شد.

## زندگی‌نامه

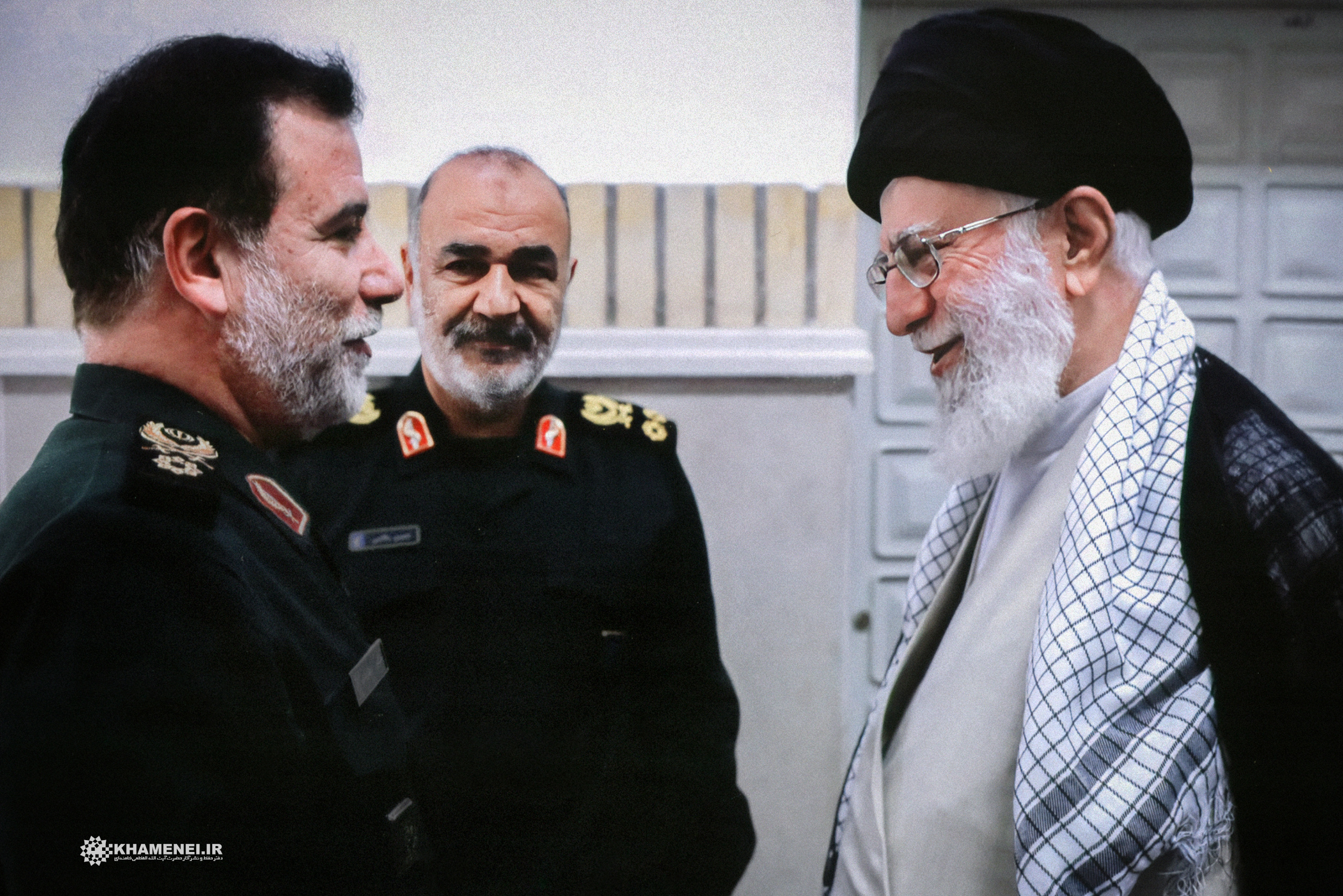
عباس نیلفروشان در کنار سید علی خامنه‌ای و حسین سلامی

عباس نیلفروشان، اول شهریور ۱۳۴۵ در اصفهان و در خانواده ای مذهبی زاده شد. او در سن ۱۴ سالگی به‌عنوان بسیجی داوطلب به جبهه‌های غرب و سپس جنوب رفت و در طول جنگ ایران و عراق با سمت‌های مختلفی در لشکر ۱۴ امام حسین و لشکر ۸ زرهی نجف اشرف نقش ایفا کرده است. از جمله: فرماندهی دسته، فرماندهی گروهان، فرماندهی گردان، فرماندهی محور و معاونت عملیات لشکر ۸ نجف در زمان فرماندهی احمد کاظمی.
نیلفروشان پیشتر معاونت عملیات نیروی زمینی سپاه، فرماندهی دانشکده فرماندهی و ستاد سپاه، جانشینی فرمانده کل سپاه در قرارگاه امام حسین، معاونت اجرایی سپاه و جانشینی معاونت عملیات سپاه در زمان معاونت سردار سرتیپ محمدرضا زاهدی را در کارنامه نظامی خود داشت.
وی از ۱۶ تیر ۱۳۹۸ تا زمان مرگ معاونت عملیات سپاه پاسداران را برعهده داشت. او همچنین سابقه ۵ سال حضور در لبنان و سوریه و جنگ با داعش را در کارنامه خود داشت.

## تحصیلات
نیلفروشان بعد از اتمام جنگ، تحصیل خود را ادامه داد و با مدرک دکتری مدیریت استراتژیک از دانشگاه امام حسین در همین دانشگاه با رتبه دانشیاری از اعضای هیئت علمی بود و در دانشگاه عالی دفاع ملی و دانشگاه امام حسین نیز تدریس می‌کرد. وی همچنین نویسنده کتاب‌های بالامبو، دکترین جنگ‌های نوظهور، دکترین نظامی با رویکرد جنگ ناهمگون و دفاع در اندیشه امام خمینی بود.
خبرگزاری تسنیم (نزدیک به سپاه پاسداران) خاطر نشان کرد که نیلفروشان «یکی از افرادی است که نقش بسزایی در شکل‌گیری و پشتیبانی از نسل جدید یگان‌های ضدزره حزب‌الله داشته است.»

## تحریم‌ها
۲۶ اکتبر ۲۰۲۲ وزارت خزانه‌داری و وزارت خارجه آمریکا در اقدامی مشترک ۱۴ تن از مقام‌های کشوری و لشکری و سه نهاد جمهوری اسلامی از جمله عباس نیلفروشان را به دلیل داشتن مسئولیت مستقیم در سرکوب اعتراضات مسالمت‌آمیز و دستگیری معترضان مسالمت‌جو در ایران، از جمله در استان سیستان و بلوچستان تحریم کردند.

## درگذشت
در ۲۷ سپتامبر ۲۰۲۴، سخنگوی ارتش اسرائیل اعلام کرد که نیروی هوایی اسرائیل، مقر اصلی حزب‌الله در بیروت را با هدف ترور نصرالله مورد حمله قرار داده است. منبع وابسته به حزب‌الله به رویترز گفت که نصرالله زنده است، در حالی که خبرگزاری تسنیم ایران گزارش داد که او و سید هاشم صفی‌الدین «در سلامت» هستند. یک مقام اَرشد امنیتی ایران نیز به رویترز اشاره کرد که ایران در حال بررسی وضعیت وی است. ارتش اسرائیل در روز بعد مدعی شد که نصرالله طی حملهٔ هوایی به زیرزمین یک ساختمان در ناحیه ضاحیه در جنوب بیروت کشته شده است. ساعاتی بعد کشته شدن وی از سوی حزب‌الله نیز تأیید شد. عباس نیلفروشان نیز  در این حمله به همراه نصرالله کشته شد.
روابط عمومی سپاه پاسداران در ۲۰ مهر ۱۴۰۳ از کشف پیکر نیلفروشان خبر داد.

### واکنش ها
سید علی خامنه ای در ۱۰ مهر ۱۴۰۳ در پیامی، درگذشت وی را تسلیت گفت.

### تشییع و خاکسپاری
پیکر نیلفروشان پس از ورود به ایران، ۲۴ مهر در تهران، ۲۵ مهر در مشهد و ۲۶ مهر در اصفهان با حضور  هزاران نفر، تشییع و در قطعه کربلای ۵ گلستان شهدای اصفهان به خاک سپرده شد.

## یادمان
در اصفهان بلواری به نام وی نامگذاری شده است. همچنین در تهران نیز خیابان فرجام در نارمک به نام وی نامگذاری شد.